# 366

## Догађаји
- Цар Валентинијан I гради понтонски мост преко Дунава и протерује Визиготе даље на север, где ће се наћи под притиском Хуна који су напредовали.
- Цар Валентинијан I поставља Јовина, свог заповедника коњице (Magister Equitum), за генерала војске. Побеђује Алемане у три узастопне битке и истискује их из Галије.
- Настаје Појтингерова табла, мапа која приказује римске поседе и путеве.
- Будистички монах Ле Зун има визију „златних зрака светлости који обасјавају 1.000 Буда“, што је резултирало стварањем пећина Могао.

### Јануар
- 2. јануар — Алемани су прешли залеђену Рајну у великим масама, извршивши инвазију на Римско царство.
- 31. јануар – Атанасије Александријски се враћа из свог петог изгнанства. Провео је четири месеца скривајући се у гробници својих предака ван Александрије.

### Октобар
- 1. октобар – Папа Либерије умире након 14-годишњег епископства, а наследио га је папа Дамас I као 37. римски епископ. Римљани, незадовољни овим избором, бирају антипапу Урсицинуса.

## Смрти
- 24. септембар – Папа Либерије, епископ римски (рођен 310)

- Википедија:Непознат датум — Преподобни Серапион - хришћански светитељ.
- Акакије из Цезареје, хришћански епископ
- Марцел, римски генерал и узурпатор
- Свети Марин, хришћански пустињак и светац (рођен 275)
- Серенијан, римски генерал Царске гарде